# Franz West
Franz West (Viena, 16 de febrer de 1947 - 26 de juliol de 2012) va ser un escultor, pintor i dissenyador austríac, un dels els artistes més importants dels segles XX i XXI al seu país, sobretot conegut arran d'unes creacions anomenades Passstücke. Estava casat amb l'artista georgiana Tamuna Sirbiladze, i rebé els premis Wolfgang-Hahn, del Museu Ludwig de Colònia (1998), l'Skulpturenpreis de la Fundació Generali (1998), el premi Otto Mauer (1986, Viena) i el Lleó d'Or per la carrera artística (2011, Biennal de Venècia). Durant els últims 20 anys ha estat present en grans esdeveniments artístics, com la Documenta de Kassel o la Biennal de Venècia.
West no va iniciar de manera seriosa els seus estudis en matèria artística fins als 26 anys quan, entre 1977 i 1983, va estudiar a l'acadèmia de belles arts de Viena al costat de Bruno Gironcoli. De totes maneres, als anys 70 ja havia fet alguns dibuixos, i aviat va passar a treballar el collage tot incorporant retalls de revistes a les seves obres, clar signe de la influència del Pop Art en aquesta etapa de la seva activitat artística, que sorgí com una reacció a l'accionisme vienès.
A finals de la dècada dels 90, West va passar a elaborar grans peces d'alumini lacat, sovint inspirades en les salsitxes vieneses. Les peces, monocroms i de superfície irregular, estaven pensades per seure-hi i jaure-hi a sobre.
| «            | No importa quin aspecte té l'art, sinó com s'utilitza. | » |
| — Franz West |                                                        |   |

Al llarg de la seva carrera, West ha col·laborat amb altres artistes, com Bernhard Cella, Douglas Gordon, el músic Fred Jellinek, el dissenyador de mobles Mathis Esterhazy, i la ceramista Tamuna Sirbiladze, qui al seu torn és la seva vídua.